# Mark Fiore (cầu thủ bóng đá)
Mark Fiore (sinh ngày 18 tháng 11 năm 1969 ở Southwark, Greater London) là một cầu thủ bóng đá người Anh thi đấu ở Football League, ở vị trí tiền vệ.